# Effektivitetsløn
Teorien om effektivitetsløn (engelsk: efficiency wage), som er en del af moderne arbejdsmarkedsøkonomi, bygger på, at arbejdsgivere på i hvert fald nogle del-arbejdsmarkeder foretrækker at betale deres medarbejdere en højere løn end det såkaldt markedsclearende lønniveau (lønniveauet ved fuld beskæftigelse). Formålet er at øge medarbejdernes produktivitet eller effektivitet eller formindske omkostningerne ved hyppig udskiftning af arbejdskraften.
Fordi lønniveauet er højere end den løn, der medfører fuld beskæftigelse, vil resultatet typisk være arbejdsløshed. Effektivitetsløn er dermed en af hovedforklaringerne i økonomisk teori på, at der typisk er en vis strukturel ledighed i moderne samfund. Effektivitetslønnen er dermed også udtryk for en markedsfejl – ofte tilstedeværelsen af asymmetrisk information.

## Begrebets oprindelse
Begrebet effektivitetsløn eller rettere efficiency-earnings blev oprindelig indført af Alfred Marshall for at betegne lønnen pr. enhed effektiv arbejdskraft. Ifølge Marshall vil arbejdsgivere betale forskellige lønniveauer til arbejdere der ikke er lige effektive, sådan at det er ligegyldigt for arbejdsgiveren, om han ansætter en dygtig eller mindre dygtig arbejder (fordi sidstnævnte vil få en lavere timeløn end førstnævnte, svarende til forskellen på deres effektivitet). Den moderne brug af begrebet er helt anderledes og henviser til, at højere lønninger kan forøge arbejdernes produktivitet via forskellige kanaler og dermed gøre det til en god forretning for arbejdsgiverne at tilbyde en højere løn end den, han egentlig kunne slippe afsted med at betale.

## Begrundelser for effektivitetsløn
Begrundelserne (eller ”mikrofundamentet”) for, hvorfor virksomheder vælger at betale effektivitetslønninger, bygger på en række forskellige teorier:
- Undgå, at folk driver den af: Hvis det er vanskeligt for virksomheden et måle omfanget og kvaliteten af en medarbejders arbejde, kan det give medarbejderen en tilskyndelse til at ”drive den af” (arbejde mindre ihærdigt end forventet) – et eksempel på moralrisiko. En høj løn fra arbejdsgiverens side vil imidlertid reducere dette problem, fordi det gør truslen om fyring mere effektiv, da en fyring så vil give medarbejderen et større tab, fordi han mister et ret vellønnet job.[1]

- Minimere jobskifteomkostninger: En høj løn vil gøre medarbejdere mindre interesserede i at søge arbejde andetsteds. Dermed formindskes virksomhedens omkostninger til optræning af nye medarbejdere.[2][3]

- Udvælgelse: Hvis lønmodtagere har forskellige evner, vil virksomheder med høje lønninger tiltrække særligt højproduktive arbejdere.[4]

- Sociologiske teorier: Effektivitetslønninger kan stamme fra traditioner. En teori af George Akerlof bygger på, at høje lønninger giver en høj morale på arbejdspladsen, hvilket forøger produktiviteten.

- Ernæring: I udviklingslande, hvor arbejdsstyrken kan være underernæret, vil høje lønninger give medarbejderne mulighed for at spise godt og dermed i højere grad undgå sygdom og fravær, hvilket medfører højere produktivitet.

Effektivitetslønmodellen, der bygger på den første teori om at undgå moralrisiko, har især haft indflydelse på tankegangen. Den er i vidt omfang skabt af økonomerne Carl Shapiro og Nobelpristageren Joseph Stiglitz. Også Nobelpristageren George Akerlof og USA’s nuværende centralbankdirektør Janet Yellen har arbejdet videnskabeligt med at udvikle effektivitetsløn-teorierne.